# Pirae
Pirae es una comuna francesa situada en la subdivisión de Islas de Barlovento, que forma parte de la colectividad de ultramar de Polinesia Francesa.

## Composición
La comuna comprende una fracción de la isla de Tahití

## Demografía
| Gráfica de evolución demográfica de Pirae entre 1971 y 2017 |
|                                                             |

Fuente: Insee